# José Manuel Garcia Mendes Cabeçadas
José Manuel Garcia Mendes Cabeçadas GCC • GOA • GCA (Lisboa, Santa Isabel, 13 de junho de 1943) é um Almirante português.

## Biografia
Sobrinho-bisneto de José Mendes Cabeçadas.
Almirante da Marinha, foi o 17.º Chefe do Estado-Maior-General das Forças Armadas de Portugal de 4 de novembro de 2002 a 5 de dezembro de 2006.
É Membro do Conselho das Antigas Ordens Militares.

### Condecorações[2]
- Grande-Oficial da Ordem Militar de São Bento de Avis de Portugal (22 de outubro de 2002)
- Grã-Cruz da Ordem Militar de Nosso Senhor Jesus Cristo de Portugal (31 de janeiro de 2007)
- Grã-Cruz da Ordem Militar de São Bento de Avis de Portugal (19 de dezembro de 2007)